# .sm
.sm to domena internetowa przypisana dla stron internetowych z San Marino.